# Новоизборская волость

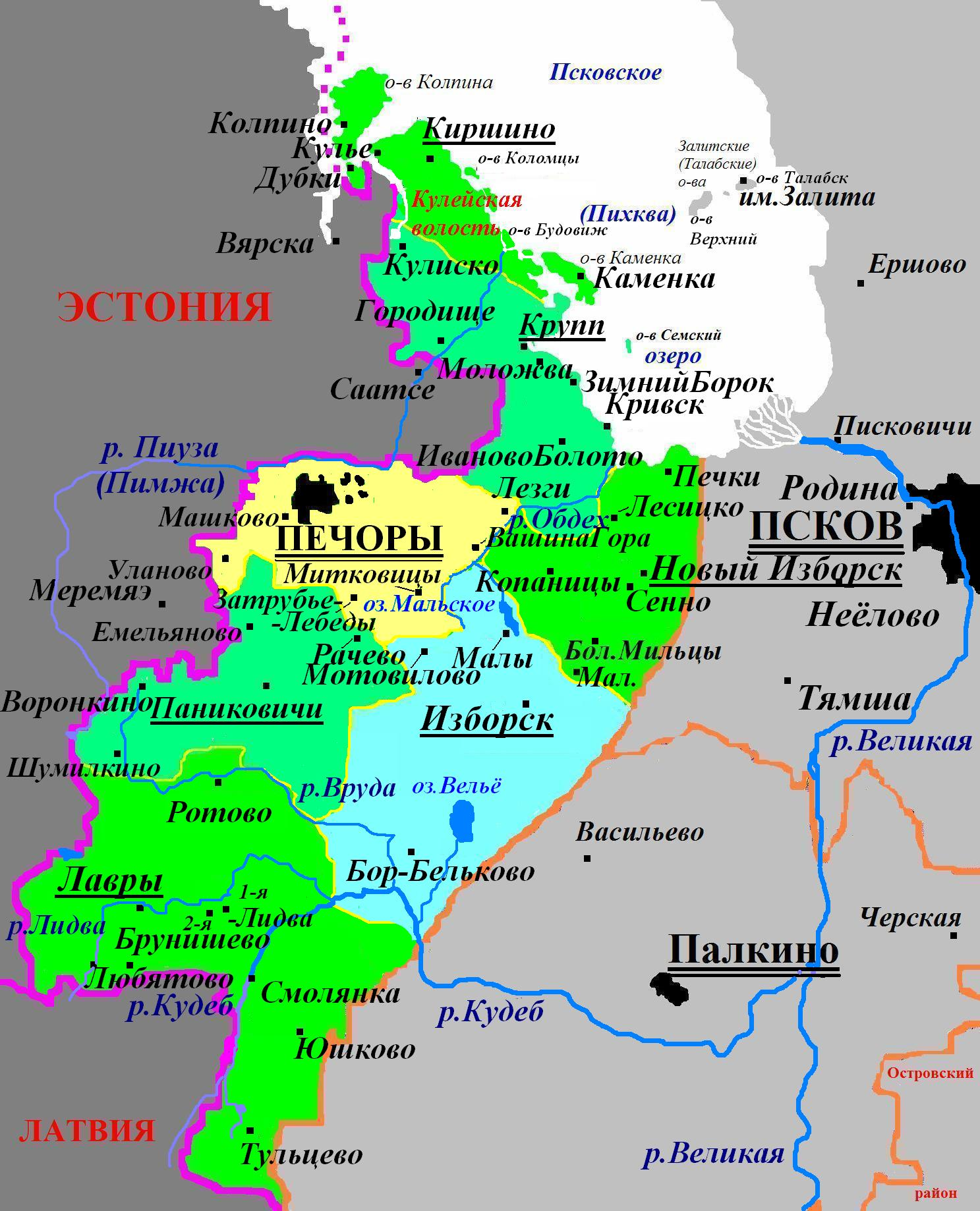
Административное деление Печорского района в 1995—2015 годах (в 1966—1995 годах — вместо волостей — одноимённые сельсоветы)

Новоизборская волость — административно-территориальная единица 3-го уровня и муниципальное образование со статусом сельского поселения в Печорском районе Псковской области России.
Административный центр — деревня Новый Изборск.

## География
Территория волости граничит на западе и юге с городским поселением Печоры, на северо-западе — с Круппской волостью Печорского района, на востоке — с Псковским районом Псковской области, на севере омывается водами Псковского озера.
На территории волости находятся озера: Лесицкое (0,24 км², глубиной до 5 м) и к северу расположенное Калацкое озеро (0,18 км², глубиной до 6,3 м) и др.

## Население
| 2002  | 2010  | 2012  | 2013  | 2014  | 2015  | 2016  |
| ----- | ----- | ----- | ----- | ----- | ----- | ----- |
| 2851  | ↘2411 | ↘2344 | ↘2213 | ↘2122 | ↘2109 | ↗2116 |
| 2017  | 2018  | 2019  | 2020  | 2021  |       |       |
| ↘2089 | ↘2036 | ↘2006 | ↘1973 | ↘1872 |       |       |

## Населённые пункты
В состав Новоизборской волости входят 44 населённых пункта (деревни):
| №  | Населённый пункт | Тип     | Население, чел. 2010 |
| -- | ---------------- | ------- | -------------------- |
| 1  | Барабаново       | деревня | ↘0                   |
| 2  | Бобково          | деревня | ↘11                  |
| 3  | Большие Мильцы   | деревня | ↘43                  |
| 4  | Варапаново       | деревня | ↗9                   |
| 5  | Вертушкино       | деревня | →1                   |
| 6  | Видовичи         | деревня | ↘61                  |
| 7  | Вилла            | деревня | →0                   |
| 8  | Виски            | деревня | ↘49                  |
| 9  | Гнилкино         | деревня | ↘3                   |
| 10 | Горушка          | деревня | →7                   |
| 11 | Забабье          | деревня | ↗14                  |
| 12 | Загорье          | деревня | ↗8                   |
| 13 | Загривье         | деревня | →0                   |
| 14 | Задребье         | деревня | ↗14                  |
| 15 | Залавье          | деревня | ↘8                   |
| 16 | Запутье          | деревня | ↘7                   |
| 17 | Захново          | деревня | ↗3                   |
| 18 | Иверицы          | деревня | ↘5                   |
| 19 | Калки            | деревня | ↘29                  |
| 20 | Коломно          | деревня | ↘22                  |
| 21 | Копаницы         | деревня | ↘13                  |
| 22 | Лебеж            | деревня | ↘0                   |
| 23 | Лесицко          | деревня | ↘38                  |
| 24 | Летний Борок     | деревня | ↘2                   |
| 25 | Луки             | деревня | ↘202                 |
| 26 | Малые Мильцы     | деревня | ↘28                  |
| 27 | Манчихино        | деревня | →2                   |
| 28 | Махново          | деревня | ↘6                   |
| 29 | Мокшино          | деревня | ↘2                   |
| 30 | Новый Изборск    | деревня | ↘1049                |
| 31 | Паниковка        | деревня | →1                   |
| 32 | Печки            | деревня | ↘107                 |
| 33 | Пискони          | деревня | ↘14                  |
| 34 | Подграмье        | деревня | ↘34                  |
| 35 | Раково           | деревня | ↘7                   |
| 36 | Речки            | деревня | ↘32                  |
| 37 | Сенно            | деревня | ↗168                 |
| 38 | Соколово         | деревня | ↘28                  |
| 39 | Тешевицы         | деревня | ↘49                  |
| 40 | Тростино         | деревня | ↘1                   |
| 41 | Трынтово         | деревня | ↘16                  |
| 42 | Усадище          | деревня | ↗31                  |
| 43 | Халахальня       | деревня | ↘4                   |
| 44 | Чернышево        | деревня | ↘1                   |

## История
До 1920 года территория современной Новоизборской волости входила в Изборскую волость (с центром в приг. Изборск) Псковского уезда Псковской губернии России.
В 1920 — 1944 годы эти земли входили в Эстонию в составе её Печорского уезда. С января 1945 года эта территория в виде ряда образованных сельсоветов (Сенский, Печковский, Гнилкинский) и города Новый Изборск входит в Печорский район Псковской области РСФСР.
Решением Псковского облисполкома от 12 октября 1956 года в связи с переносом центра в г. Новый Изборск Сенский сельсовет был переименован в Новоизборский сельсовет.
Указом Президиума Верховного Совета РСФСР от 30 ноября 1956 года город Новый Изборск был преобразован в село.
Решением Псковского облисполкома от 18 августа 1958 года в Новоизборский сельсовет была включена территория упразднённого Печковского сельсовета.
Решением Псковского облисполкома от 24 декабря 1959 года в Новоизборский сельсовет была включена часть упразднённого Гнилкинского сельсовета.
С февраля 1963 до марта 1964 года Новоизборский сельсовет вместе с другими сельсоветами Печорского района временно входил в Псковский район.
Постановлением Псковского областного Собрания депутатов от 26 января 1995 года все сельсоветы в Псковской области были переименованы в волости, в том числе Новоизборский сельсовет был превращён в Новоизборскую волость.
Законом Псковской области от 28 февраля 2005 года в границах волости было образовано также муниципальное образование Новоизборская волость со статусом сельского поселения с 1 января 2006 года в составе муниципального образования Печорский район со статусом муниципального района.